# Gai Valeri Leví (cònsol)
Gai Valeri Leví (en llatí: Caius Valerius Laevinus) va ser un magistrat romà. Era fill de Marc Valeri Leví i per part de mare era germanastre de Marc Fulvi Nobilior, cònsol l'any 189 aC.
Valeri Leví va acompanyar a Nobilior al setge d'Ambràcia. Amb els etolis va heretar els llaços d'amistat que hi tenia el seu pare i el van elegir com a patró. Nobilior va permetre la seva mediació i va garantir als ambraciotes i etolis termes d'aliança inusuals i molt favorables, i va enviar als delegats a Roma perquè el senat i el poble ratifiquessin la pau.
L'any 179 aC va ser un dels quatre propretors nomenats segons la llei Bèbia i va obtenir com a província l'illa de Sardenya.
El 176 aC Gneu Corneli Escipió Hispal va morir sobtadament durant l'exercici del seu càrrec i Leví va ser nomenat cònsol sufecte al seu lloc. Només tres dies després de ser nomenat, ansiós de victòries militars, va abandonar Roma per agafar el comandament de la legió de Ligúria i va derrotar els lígurs el 175 aC.
L'any 174 aC va ser enviat juntament amb altres comissionats a Delfos per aclarir alguns problemes interns de la Lliga Etòlia. El 173 aC va anar com a legat a la cort macedònia i després a Alexandria per renovar l'aliança amb Ptolemeu VI Filomètor. El 172 aC va tornar a Roma procedent de Grècia.
Va optar a la censura l'any 169 aC però no va ser elegit.